# Patzenhofer

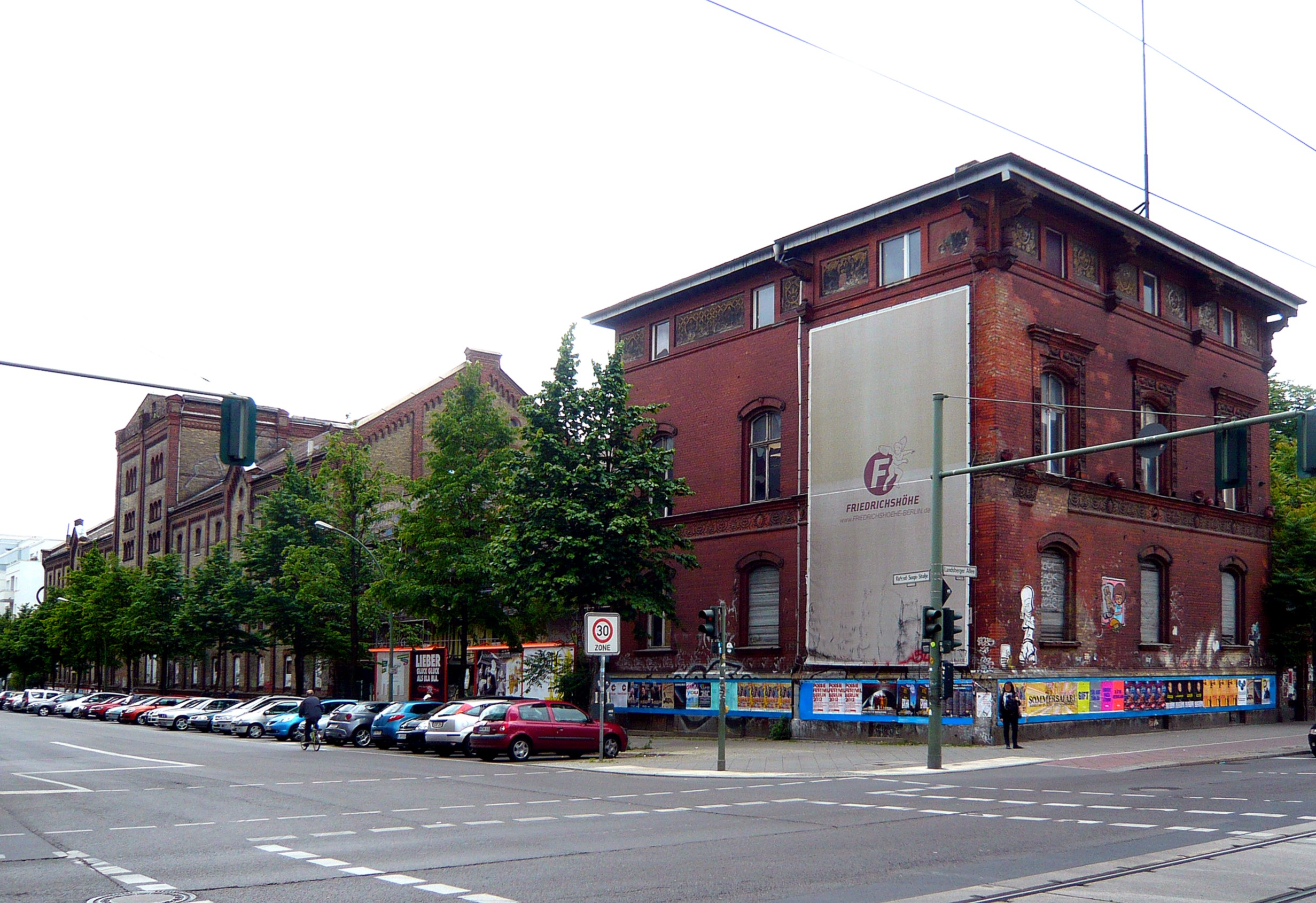
Patzenhoferbryggeriet 2012.

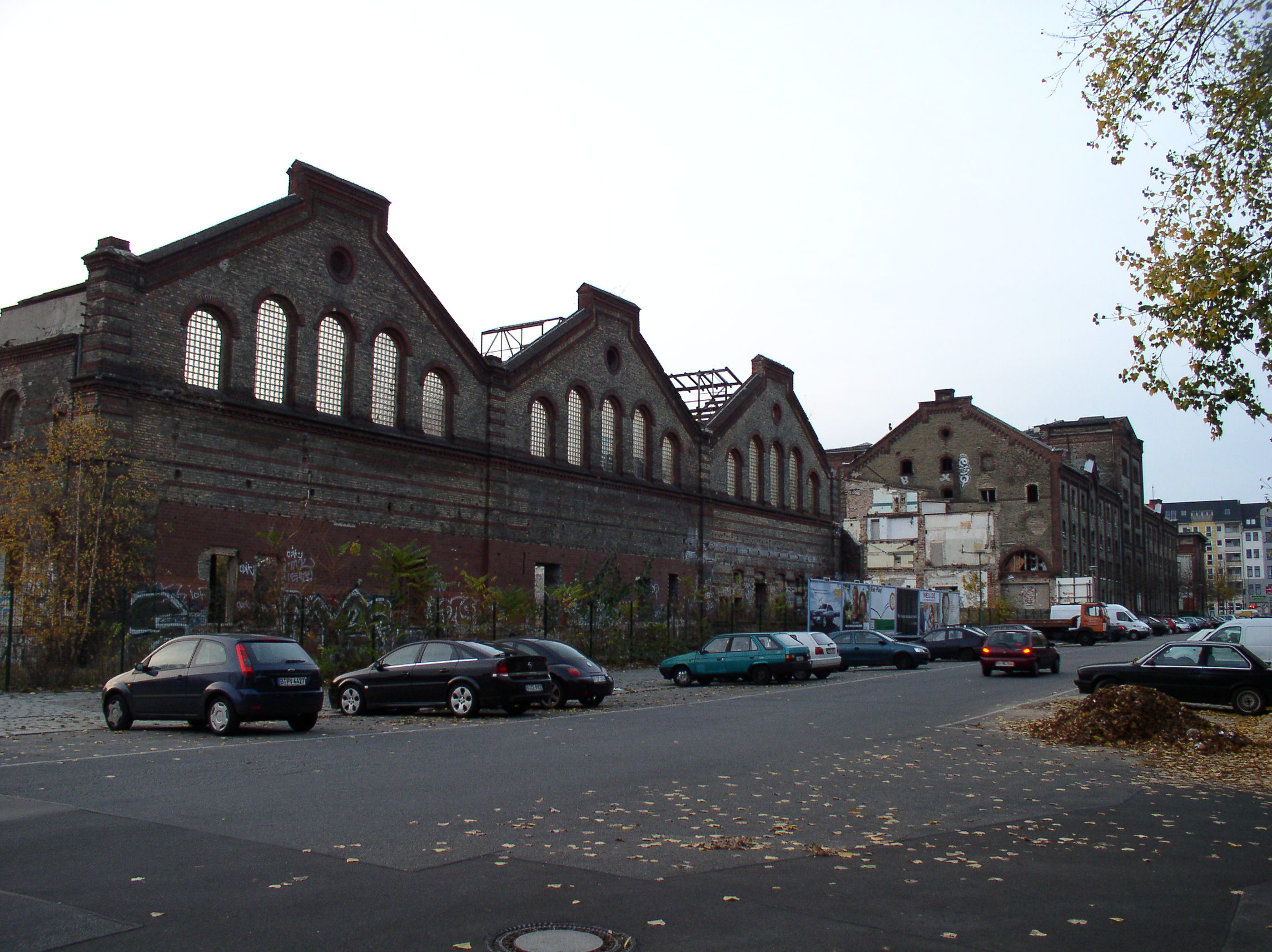
Numera rivna delar av Patzenhoferbryggeriet.

Patzenhofer var ett ölmärke och bryggeri i Berlin som grundades 1855 av Johann Georg Patzenhofer. Patzenhofer fusionerade 1920 med Schultheisskoncernen och ölmärket fanns kvar men bryggs idag inte längre.

## Historia
Johann Georg Patzenhofer flyttade från München till Berlin där han grundade bryggeriet Bayrisch Bierbrauerei. Patzenhofer introucerade mörkt öl bryggt efter förebilder i Nürnberg, Erlang och Kulmbach i Berlin. Den mörka ölen blev en stor framgång för Patzenhofer som kommande år växte kraftigt och stadigt utvidgade verksamheten. Bland dem som drack ölen återfanns kanslern Otto von Bismarck. 1886 flyttade man verksamheten till Landsberger Allee/Tilsiter Strasse och ett bryggerikomplex byggdes 1877-1894 som även hade restaurang och Biergarten. Man bytte även företagsnamn till Aktien-Brauerei-Gesellschaft Friedrichshöhe, vorm. Patzenhofer.
1920 gick Patzenhofer samman med Schultheiss och bildade Schultheiss-Patzenhofer AG. Nytt huvudkontor blev bryggeriet på Schönhauser Allee där idag Kulturbrauerei befinner sig. 1938 slopades namnet Patzenhofer i företagsnamnet men fanns kvar som ölmärke fram till 2000-talet. Patzenhofer såldes bland annat som "Aecht Patzenhofer".  
Idag finns en restaurang i Berlin med namnet "Zum Patzenhofer". Bryggeritomten på Landsberger Allee/Tilsiter Strasse var i bruk fram till 1990 och ingick i VEB Getränkekombinat Berlin innan det privatiserades och köptes tillbaka av Schultheiss (Brau und Brunnen) som dock snart lade ner verksamheten. Idag är några av byggnaderna rivna och ersatta med bostadshus.